# 村木源次郎
村木 源次郎（むらき げんじろう、1890年 - 1925年1月24日）は、明治・大正時代の無政府主義者。

## 生涯
1890年、横浜の貿易商糠屋に喜太郎の長男として、戸籍上は祖父喜三郎の四男として生まれる。幼少時に家業は傾き、13歳の頃から写真屋の小僧や牛乳配達をして働く。熱心なクリスチャンだった喜太郎の影響を受け山下町の横浜海岸教会に通う。教会内に「青年修養会」を組織し、それが1904年、服部浜次、荒畑寒村らとの初期社会主義団体「横浜平民結社」へと発展する。結社は警察の干渉で解散させられ「曙会」として再結成する。1906年頃から平民社に出入りする。1908年6月、赤旗事件に連座し懲役1年。獄中で読んだヘッケル『宇宙の謎』を契機としてキリスト教社会主義からアナキズムに移行。出獄後は「曙会」残存メンバーと活動。
大逆事件以後は牛乳配達、新聞配達などをして大杉栄、荒畑寒村らが創刊した『近代思想』を援助。次第に大杉に傾倒し、大杉の家に同居。大杉が日蔭茶屋事件で孤立した後もよく支えた。その献身ぶりは堺利彦をして「最も深く大杉に推服し大杉の死に至るまで影の形に沿ふ如く女房役として尽した」と云わしめるほどだった。
1918年に大杉らは東京市外亀戸の労働者町へ転居し、和田久太郎、久板卯之助が同居。和田、久板とともに渡辺政太郎宅における「研究会」（後の「北風会」）に参加。1919年以降は第1次『労働運動』の発行を献身的に助力。だが第2次『労働運動』発刊に際する大杉のアナ・ボル提携論には追従せず高尾平兵衛の『労働者』を支持。アナ・ボル提携破綻後の第3次『労働運動』には復帰した。
大杉虐殺後、1923年末頃から、和田やギロチン社の中浜哲、古田大次郎と大杉の復讐を図る。1924年9月1日、和田が本郷三丁目のフランス料理店・燕楽軒の前で震災当時の戒厳司令官福田雅太郎大将の狙撃を図った際は村木も現場近くの長泉寺にいた。長泉寺では大震災一周年記念法要が予定されており、福田が講演することになっていた。村木はその会場内で福田を狙撃する手はずだったという。その後、村木は古田とともに本郷本富士警察署の廊下に爆弾を仕掛けたり福田の家へ小包に偽装した爆弾を送りつけて爆発させたりしたが、9月10日、隠れ家を包囲され2人とも逮捕される。
村木は予審中に肺病で倒れ、1925年1月22日、担架で労働運動社に返される。1月24日、意識を回復することなく死去。享年36。

## 人物
社会運動家の山川菊栄は、1916年（大正5年）12月に療養のため鎌倉で静養する際、村木に付き添ってもらったと回顧している。
また、村木は大杉の遺児から「げんにい」と慕われた。『労働運動』第6号（第4次、1924年12月1日発行）には次のような短信を載せている。

## 登場作品
- 大虐殺 - 1960年の日本映画。村木をモデルにした人物を杉山弘太郎が演じた。
- シュトルム・ウント・ドランクッ - 2014年の日本映画（演者：銀座吟八）
- 菊とギロチン - 2018年の日本映画（演者：井浦新）
- 風よあらしよ - 2022年のNHK BSプレミアムドラマ（演者：玉置玲央）